# فن إسكتلندي

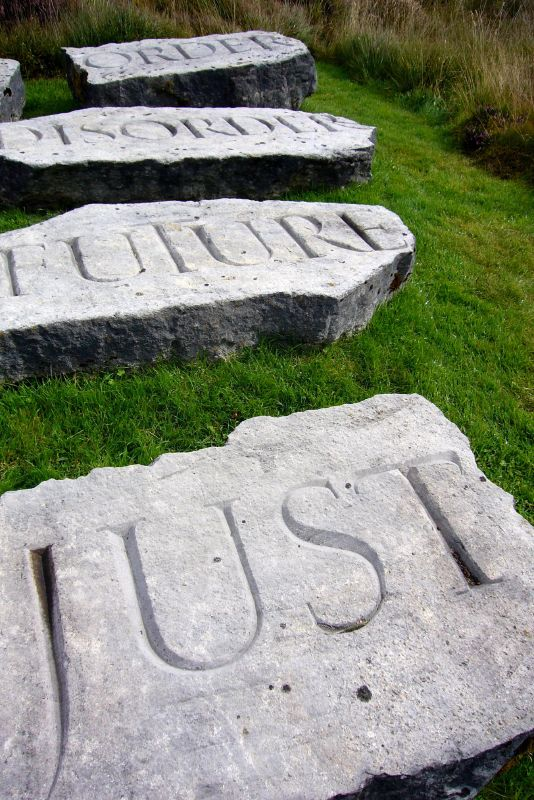

الفن الإسكتلندي: هو مجموعة من الفنون المرئية أُنتجت في البلاد التي تُعرف اليوم باسم إسكتلندا أو ذاك الذي تضمن الموضوعات الإسكتلندية منذ عصور ما قبل التاريخ. يشكل الفن الإسكتلندي تقليدًا مميزًا في الفن الأوروبي، إلا أن الاتحاد السياسي مع إنجلترا كان السبب وراء تضمينه جزئيًا في الفن البريطاني.
تُعد الكرات الحجرية المنحوتة والمزخرفة كثيرًا من العصر الحجري الحديث أول أمثلة على الفن في إسكتلندا. توجد أمثلة من العصر البرونزي على المنحوتات، بما فيها التمثيل الأول للأشياء وآثار الأكواب والحلقات. عُثر على أمثلة إسكتلندية أكثر شمولًا للأشياء المنقوشة وأعمال الذهب من العصر الحديدي. برزت كل من أحجار بيكتش المنحوتة بشكل متقن والأعمال المعدنية الرائعة في إسكتلندا في أوائل العصور الوسطى. أثر تطوير الأسلوب الشائع للفن المنعزل في جميع أنحاء بريطانيا العظمى وأيرلندا على المجوهرات الراقية والمخطوطات المذهبة مثل كتاب كيلز. لم ينجُ من الأعمال الفنية الأصلية التي تعود لأواخر العصور الوسطى سوى بعض الأمثلة المنعزلة والأعمال المصممة أو المتأثرة بشكل كبير بالفنانين الفلمنكيين. تمكن رؤية تأثير عصر النهضة على نحت الحجارة والرسم في القرن الخامس عشر. بدأ التاج الملكي بتوظيف رسامين فلمنكيين للبلاط تركوا سجلًا من لوحات البورتريه للأسرة الملكية. أزال الإصلاح الحاصل مصدرًا رئيسًا لرعاية الفن، وقيّد مستوى العرض العام، لكن يُحتمل أنه ساعد في نمو الأشكال العلمانية المحلية بالأخص طلاء الأسطح والجدران بإتقان. شهِد القرن السابع عشر ظهور أول فنانين محليين برزت أسماؤهم مثل جورج جيمسون وجون ماسكل رايت على الرغم من فقدان البلاط نتيجة اتحاد التيجان الملكية في عام 1603، بصفته مصدرًا آخر للرعاية.
بدأت إسكتلندا في القرن الثامن عشر إطلاق فنانين ذوي أهمية على المستوى الدولي، تأثروا جميعًا بالحداثة الكلاسيكية، مثل آلان رامساي وغافلين هاملتون والأخوة جون وألكساندر رانسيمان وجاكوب مور وديفيد آلان. بدأت الرومانسية التأثير على الإنتاج الفني مع اقتراب نهاية القرن، وتمكن رؤية ذلك في بورتريهات لفنانين مثل هنري رايبورن. ساهم ذلك في التقليد الذي ينطوي على رسم المناظر الطبيعية الإسكتلندية التي ركزت على المرتفعات التي صاغتها شخصيات مثل ألكسندر نسميث. أُنشئت الأكاديمية الملكية الإسكتلندية للفنون في عام 1826، وكان من بين الرسامين الرئيسين في تلك الفترة كل من أندرو جيديس وديفيد ويلكي. برز وليام دايس باعتباره واحدًا من أهم الشخصيات في التعليم الفني في المملكة المتحدة. تمكن رؤية بدايات نهضة سلتيك في أواخر القرن التاسع عشر وفي المشهد الفني الذي سيطرت عليه أعمال أولاد غلاسكو والأربعة، بقيادة تشارلز ريني ماكينتوش الذين اكتسبوا سمعة دولية بسبب جمعهم بين حرف وفن نهضة سيليك وافن الحديث. سيطر الرسامون الإسكتلنديون ومدرسة ايدينبيرغ على أوائل القرن العشرين. تمتعت الحداثة بشعبية كبيرة خلال هذه الفترة، إذ ساعد ويليام جونستون في تطوير مفهوم النهضة الإسكتلندية. اتبع كبار الفنانين في فترة ما بعد الحرب خطًا من «الواقعية الإسكتلندية» بمن فيهم جون بيلاني وألكساندر موفات. تمكن رؤية تأثير موفات في أعمال «أولاد غلاسكو الجدد» في أواخر القرن العشرين. واصلت إسكتلندا إنتاج فنانين ناجحين ومؤثرين في القرن الحادي والعشرين مثل دوغلاس جوردون وسوزان فيليبس.
تمتلك إسكتلندا مجموعات مهمة من الفن، مثل معرض إسكتلندا الوطني ومتحف إسكتلندا الوطني في إدنبرة ومجموعة باريل ومتحف كيلفينغروف في غلاسكو. تتضمن المدارس الفنية الهامة كلًا من كلية إدنبرة للفنون ومدرسة غلاسكو للفنون. تُعد إسكتلندا المبدعة هيئة التمويل الرئيسية المسؤولة عن الفنون في إسكتلندا، وتقدم المجالس المحلية والمؤسسات المستقلة الدعم أيضًا.